# Palais Burman
Le palais Burman (en suédois : Burmanska palatset) ou Burmanska huset et anciennement SAF-huset ou SAF-borgen est un édifice du quartier de Blasieholmen à Stockholm en Suède,,

## Présentation
Le palais Burman est un édifice baroque et Art nouveau située à Södra Blasieholmshamnen 4. 
Il a été construit en tant qu'immeuble résidentiel, mais a également été un immeuble de bureaux et est depuis devenu un hôtel. La propriété est labellisée verte par le Musée municipal de Stockholm, ce qui signifie que le bâtiment est considéré comme « particulièrement précieux d'un point de vue historique, culturel, environnemental ou artistique ».

## Histoire
Le bâtiment a été construit en 1909-1911 sur le site de l'ancien Norska Ministryhotellet en tant que bâtiment résidentiel. Le client était le banquier et premier copropriétaire du Grand Hôtel, Axel Burman. 
Le cabinet d'architectes Hagström & Ekman a conçu l'édifice.
Burman est décédé en 1909 pendant la construction de sa maison.
En 1934, l'Association des employeurs suédois (SAF) s'y est installée et y est restée jusqu'en 2001, date à laquelle l'organisation a fusionné avec la Confédération suédoise de l'industrie et a formé Svenskt Näringsliv, qui a repris le siège de la Confédération de l'industrie à Storgatan. 
La propriété a été acquise en 2004 par The Grand Group, qui possède également le Grand Hôtel et le Palais Bolinderska dans le même ilot urbain. 
La maison a depuis été rénovée et 76 nouvelles chambres d'hôtel et une grande suite ont été inaugurées en 2006. 
L'édifice a été lancé par le nouveau propriétaire sous le nom de Burmanska palatset.

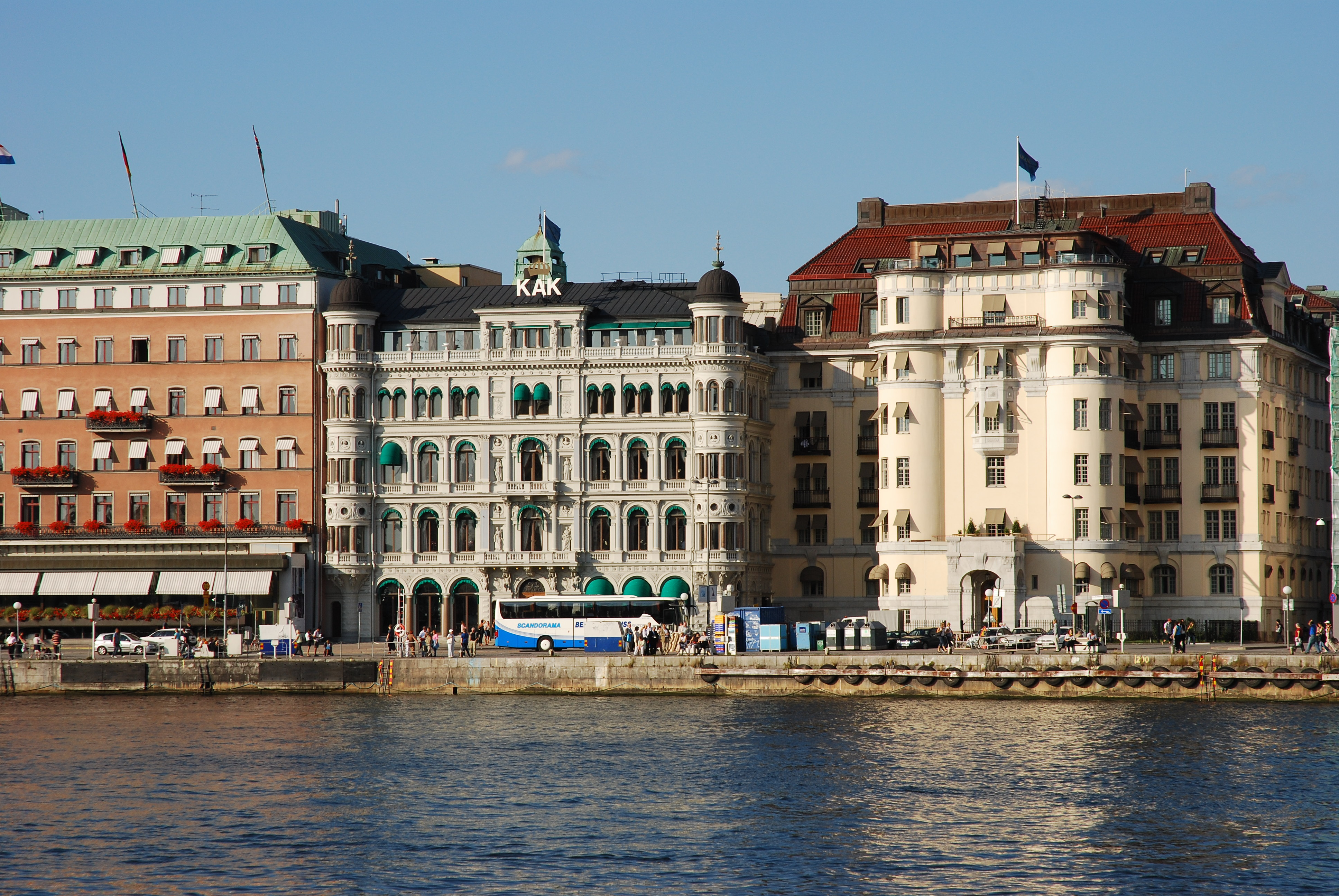
Bolinderska palatset et Burmanska palatset.